# Arcopsis
Arcopsis is een geslacht van tweekleppigen uit de  familie van de Noetiidae.

## Soorten
- Arcopsis adamsi (Dall, 1886)
- Arcopsis afra (Gmelin, 1791)
- Arcopsis limopsis (Koenen, 1885) †
- Arcopsis sculptilis (Reeve, 1844)
- Arcopsis solida (G. B. Sowerby I, 1833)